# Mezinárodní maraton míru

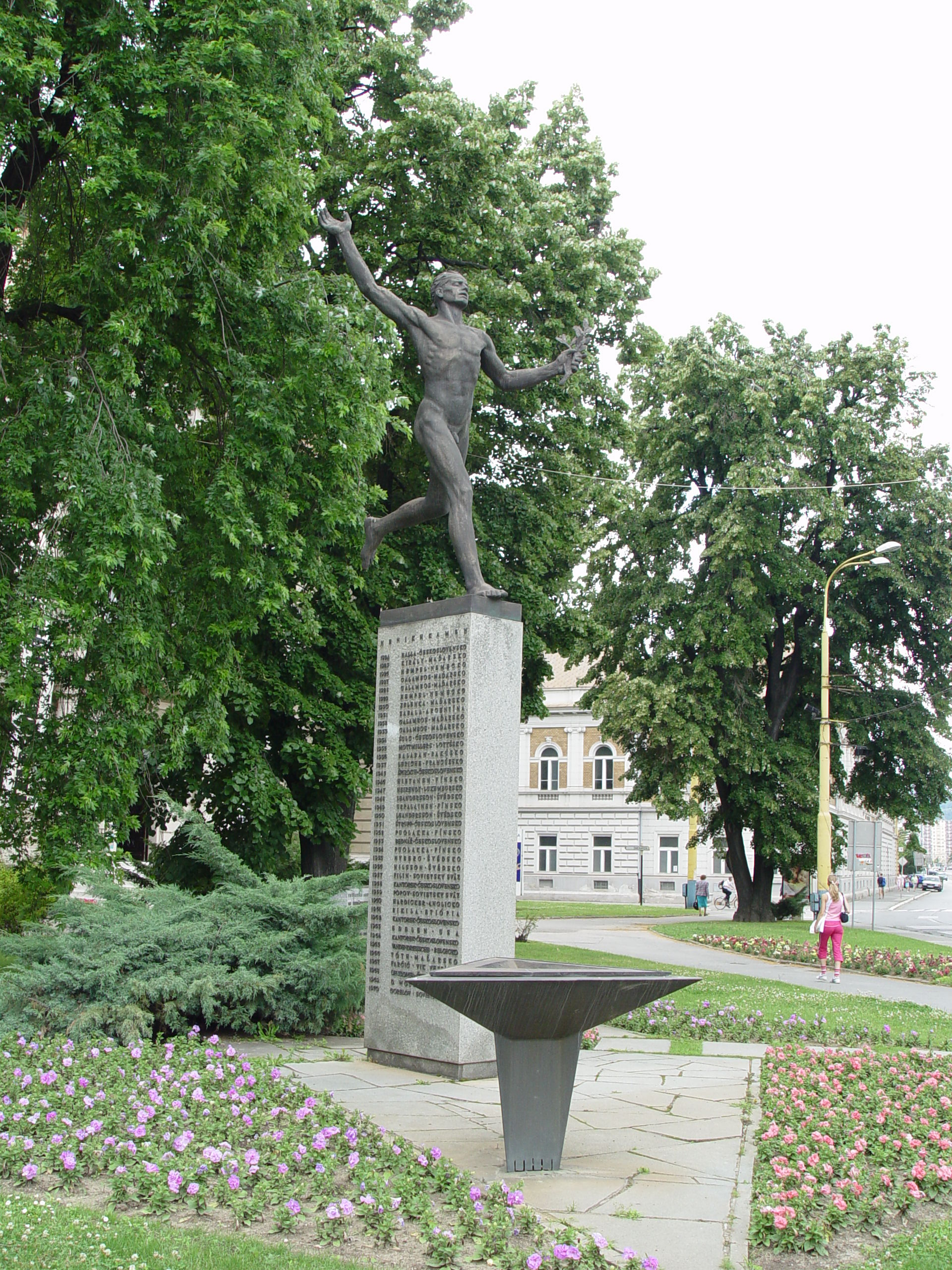
Památník MMM na Náměstí maratonu míru v Košicích

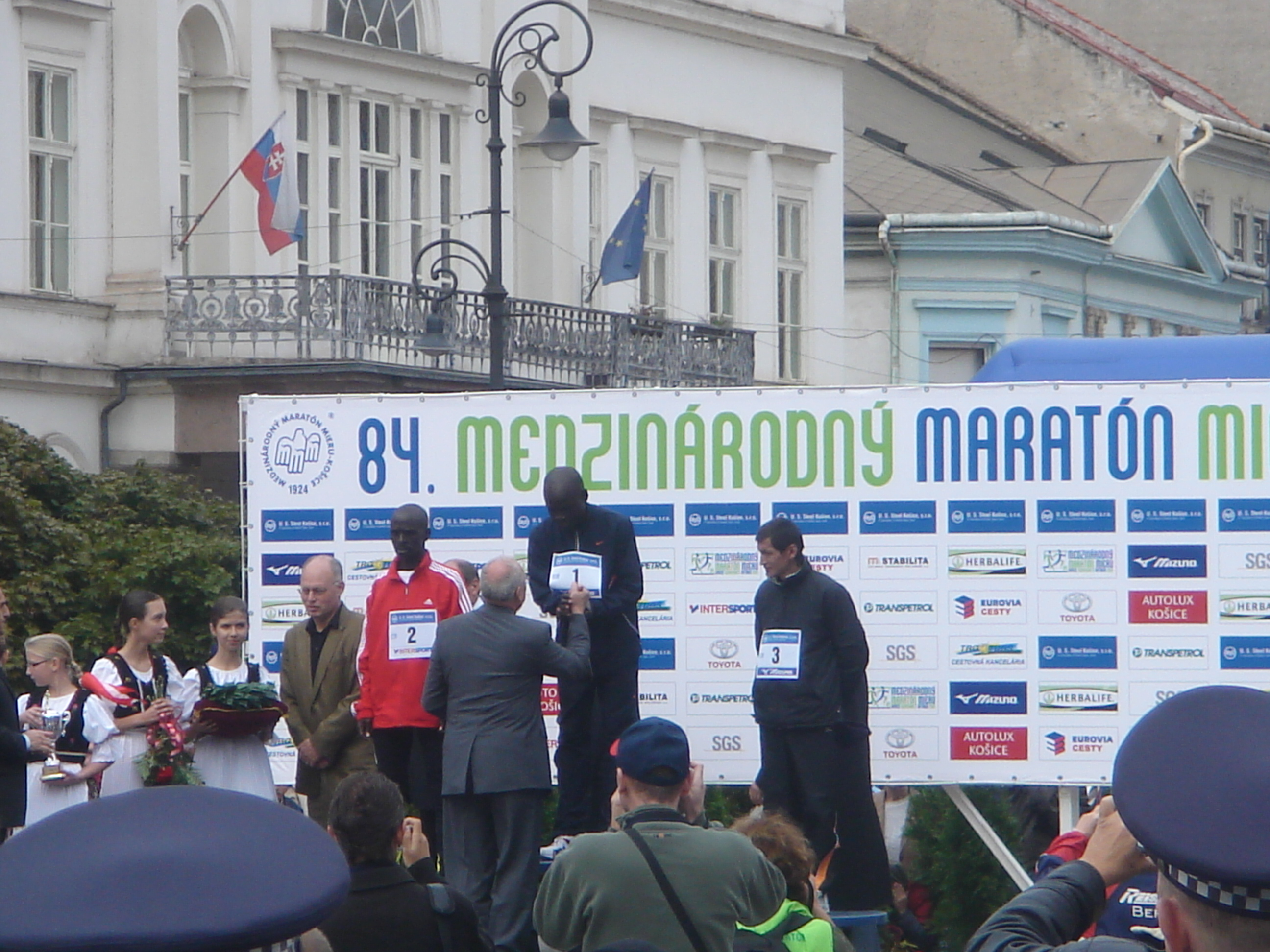
Prezident Slovenské republiky Ivan Gašparovič blahopřeje Williamovi Biamaovi, mužskému vítězi 84. MMM v roce 2007

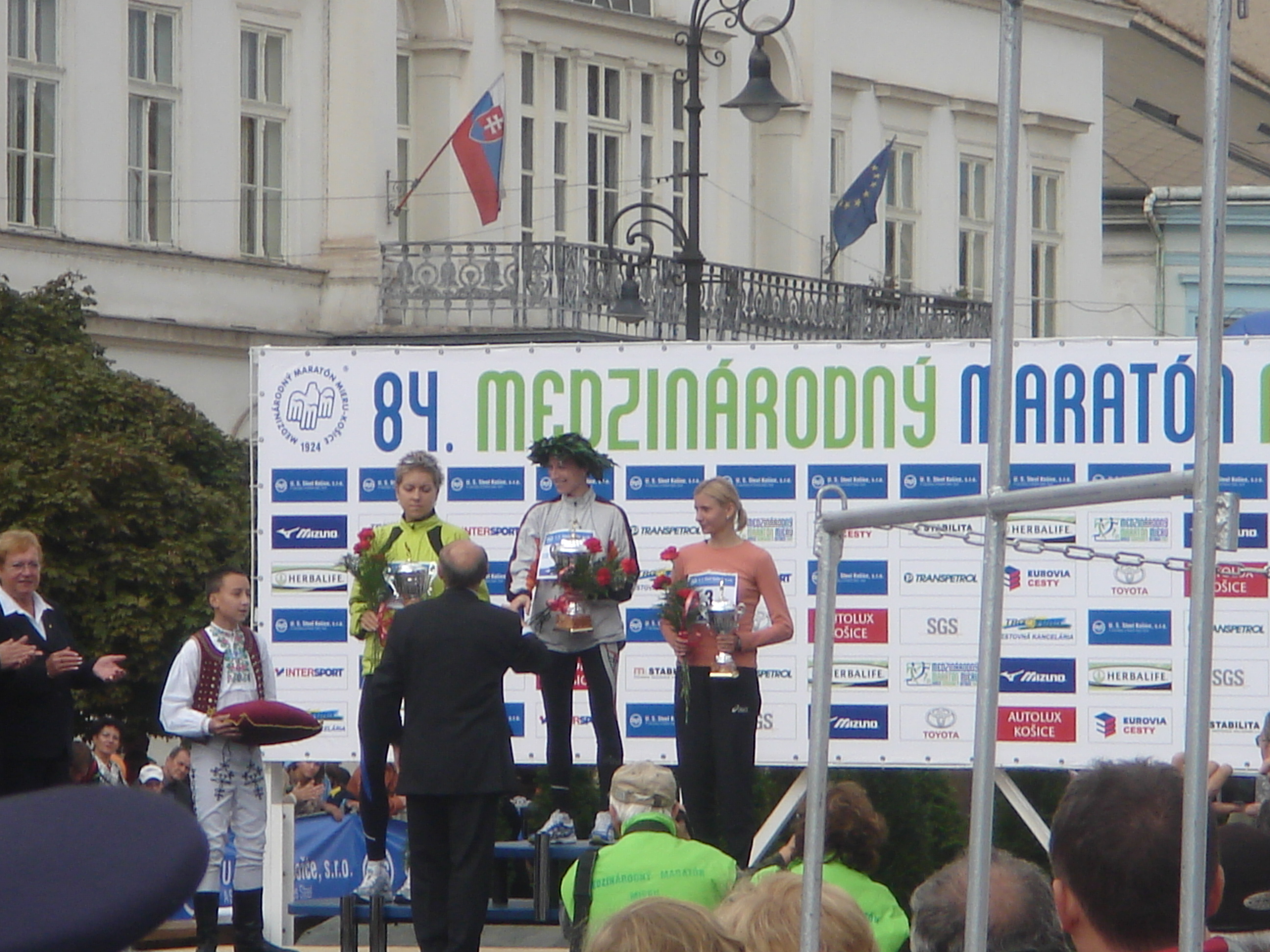
Ženské vítězky 84. MMM v Košicích v roce 2007

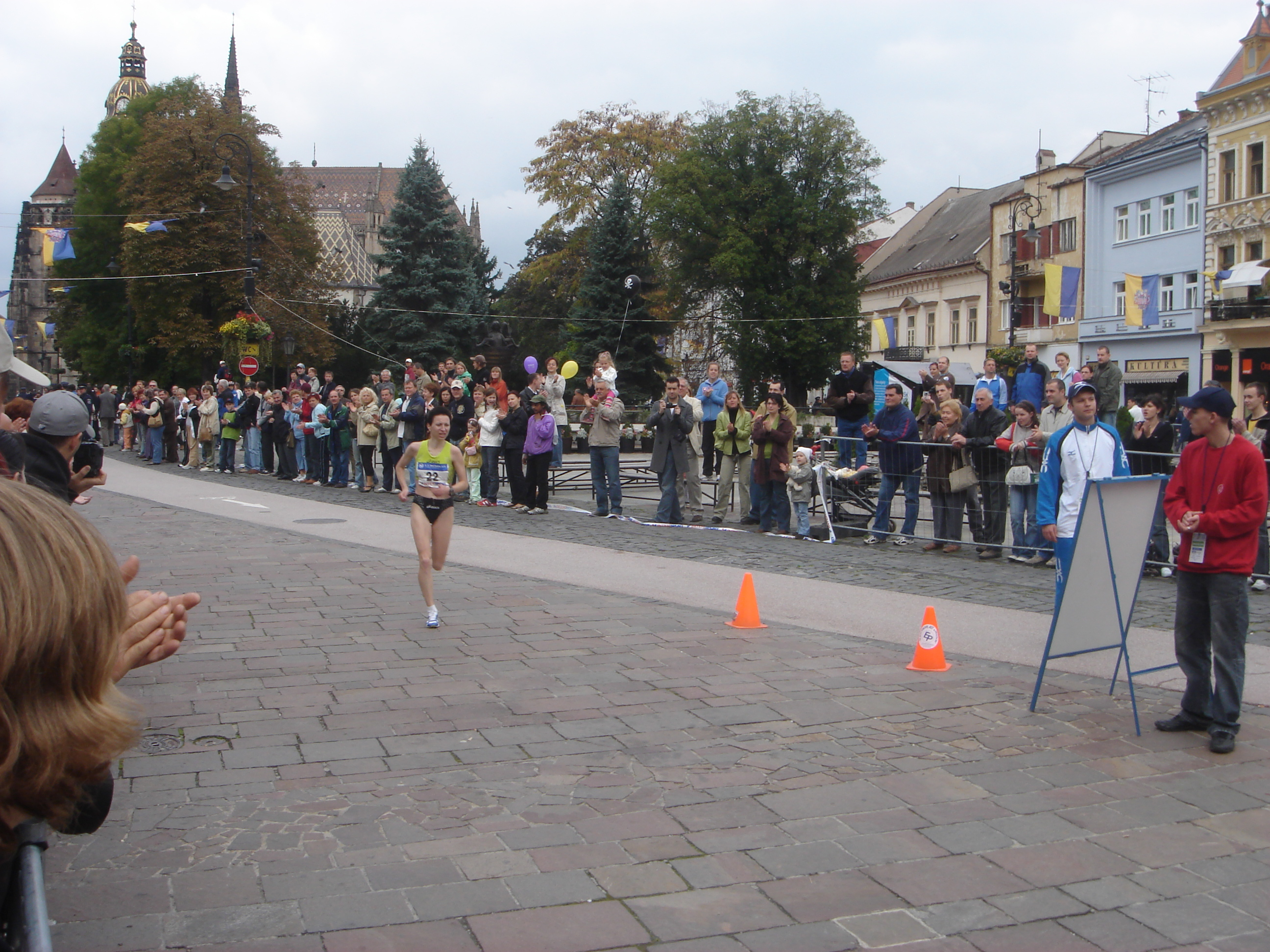
Natália Kuleš, ženská vítězka 84. ročníku MMM

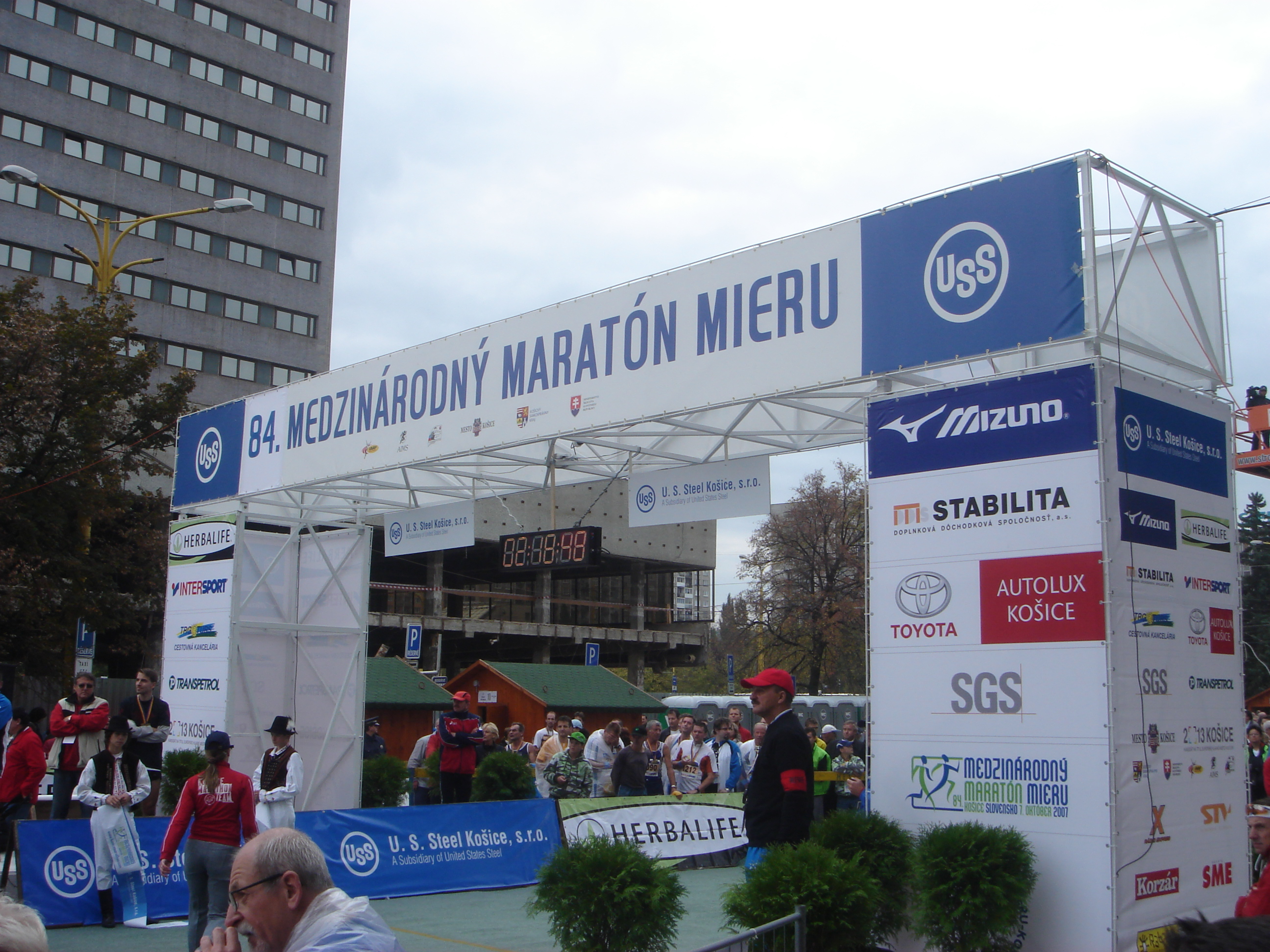
Prostor cíle 84. ročníku MMM v Košicích

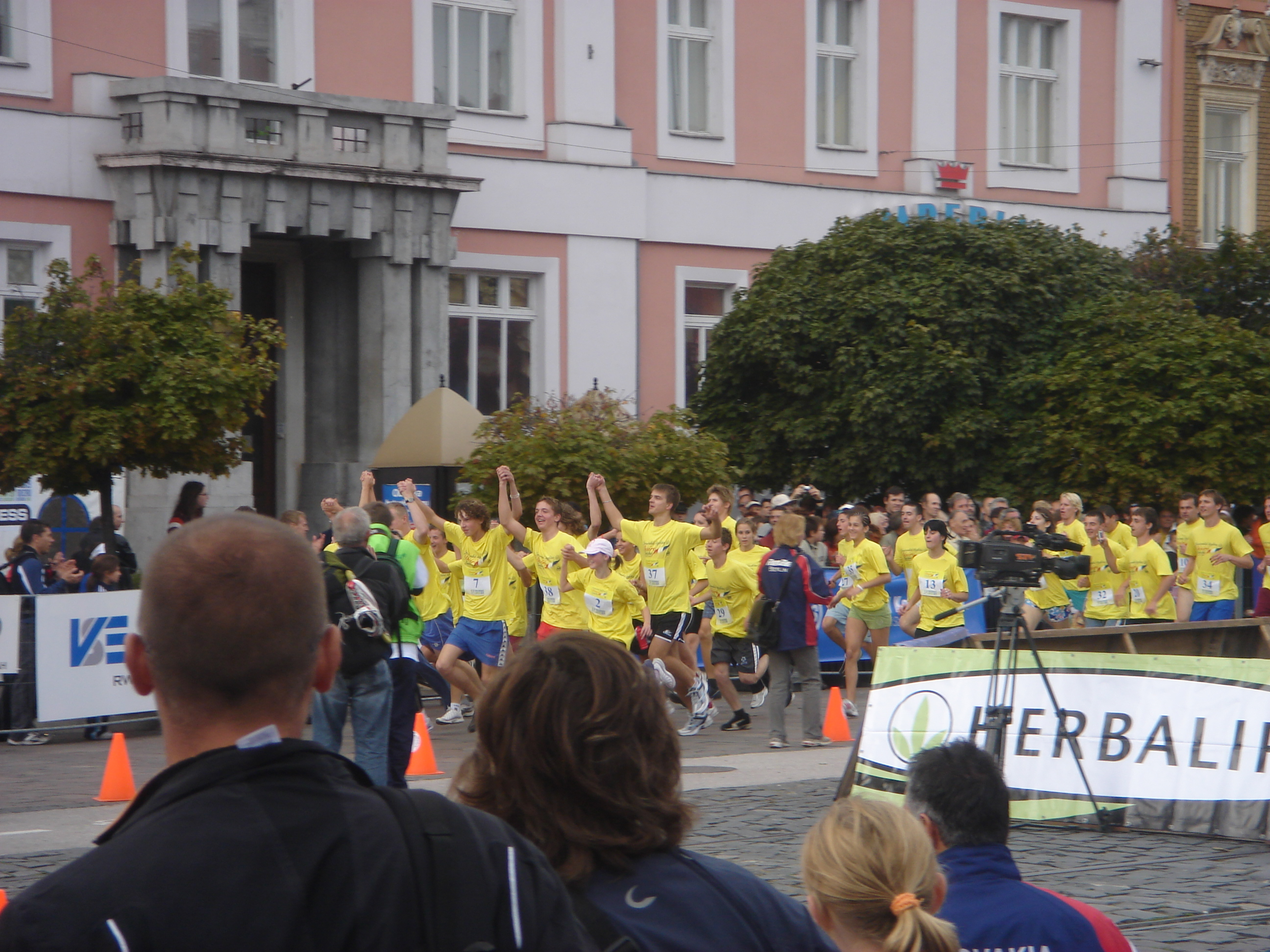
Francouzská štafeta v Košicích na 84. ročníku MMM dobíhá do cíle

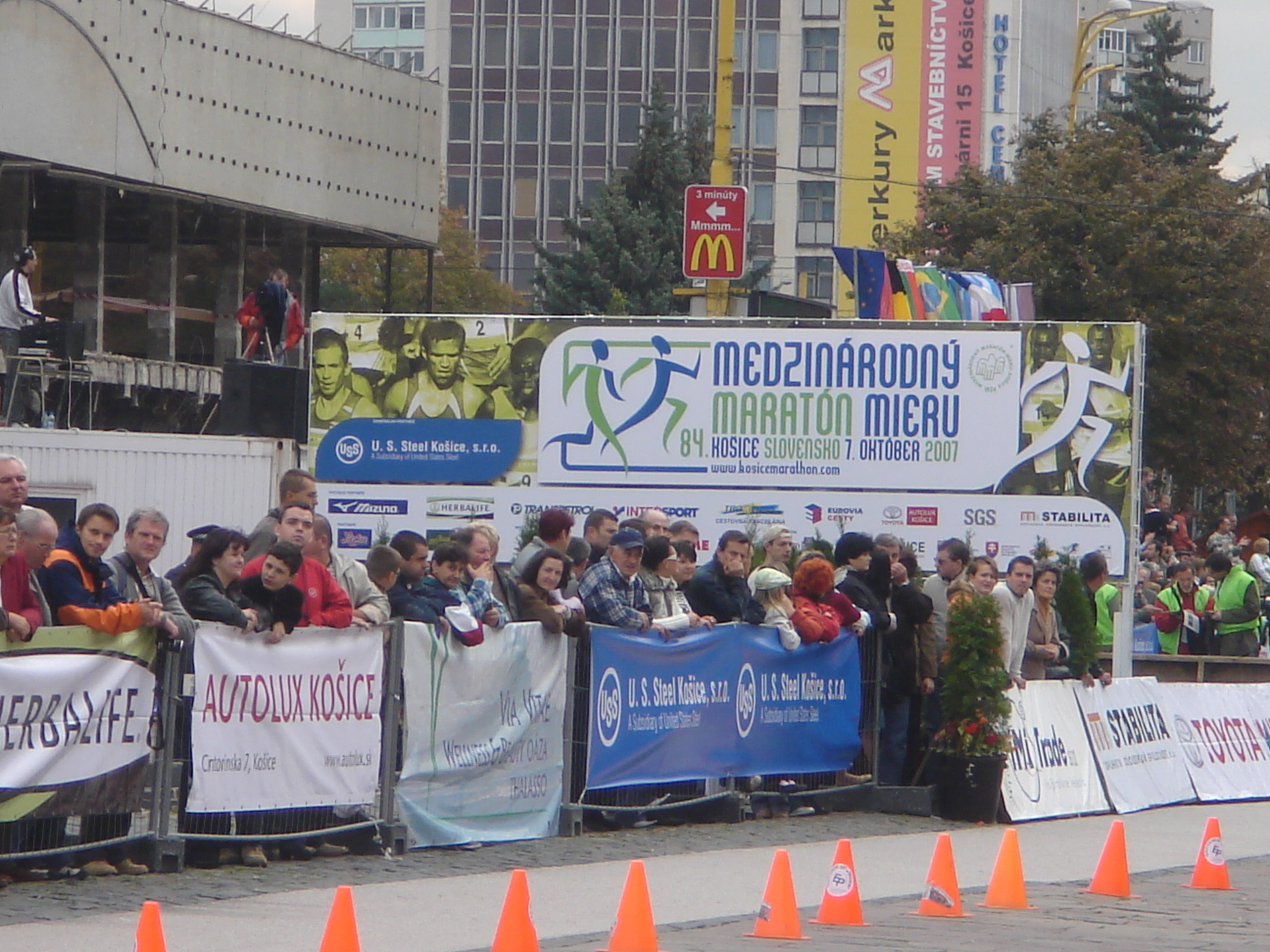
84. ročník MMM v Košicích

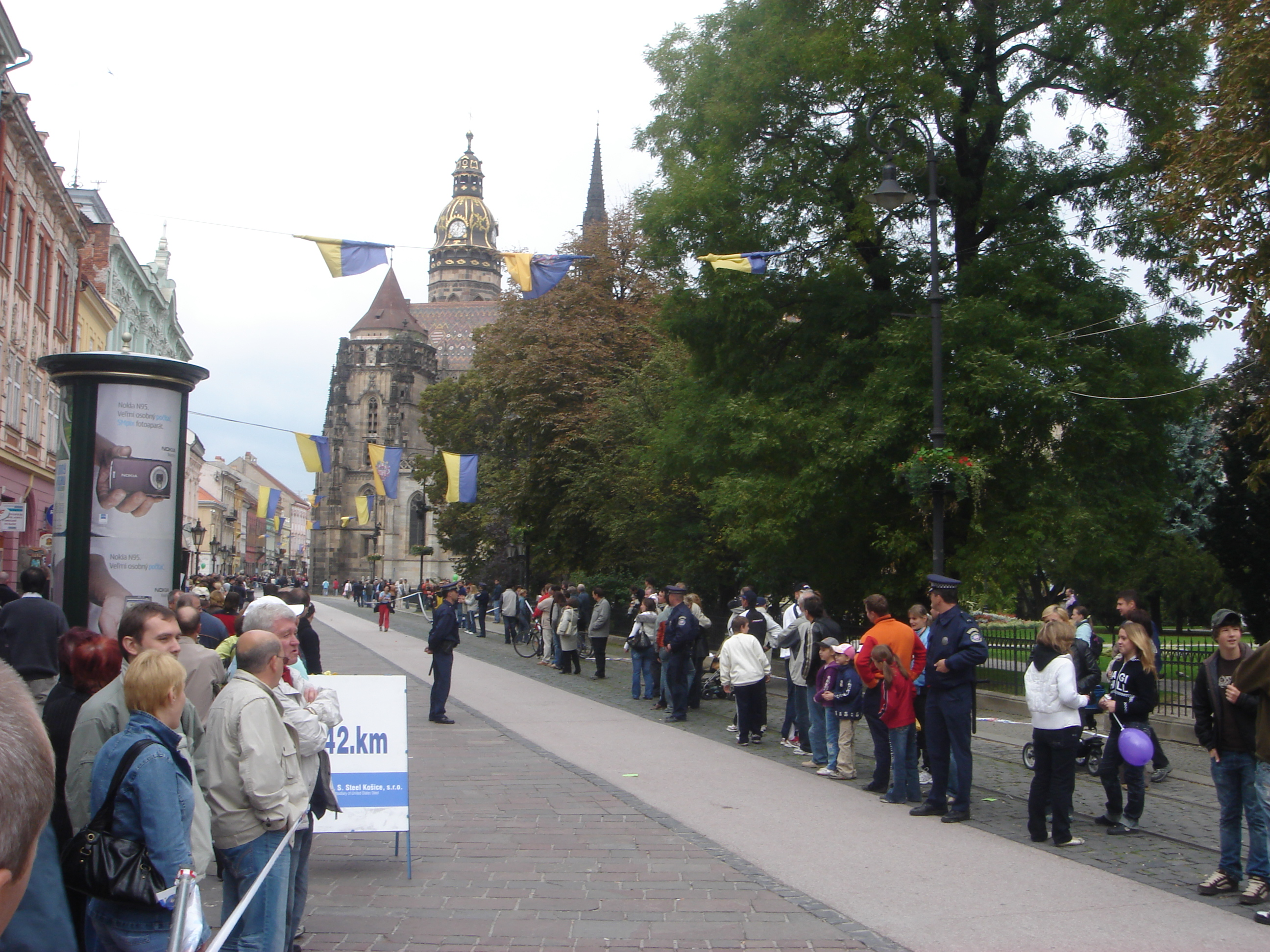
84. ročník MMM v Košicích

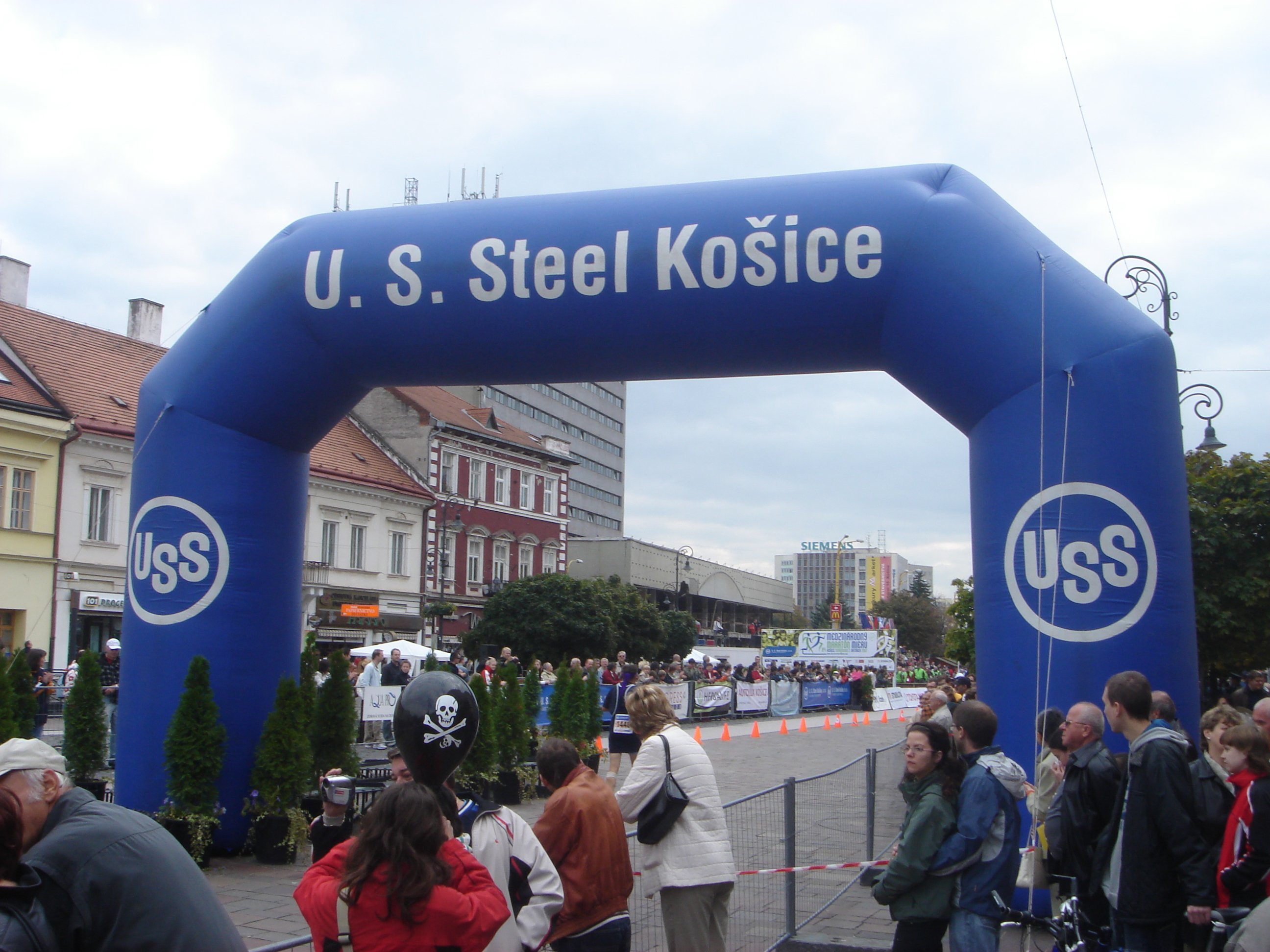
84. ročník MMM v Košicích

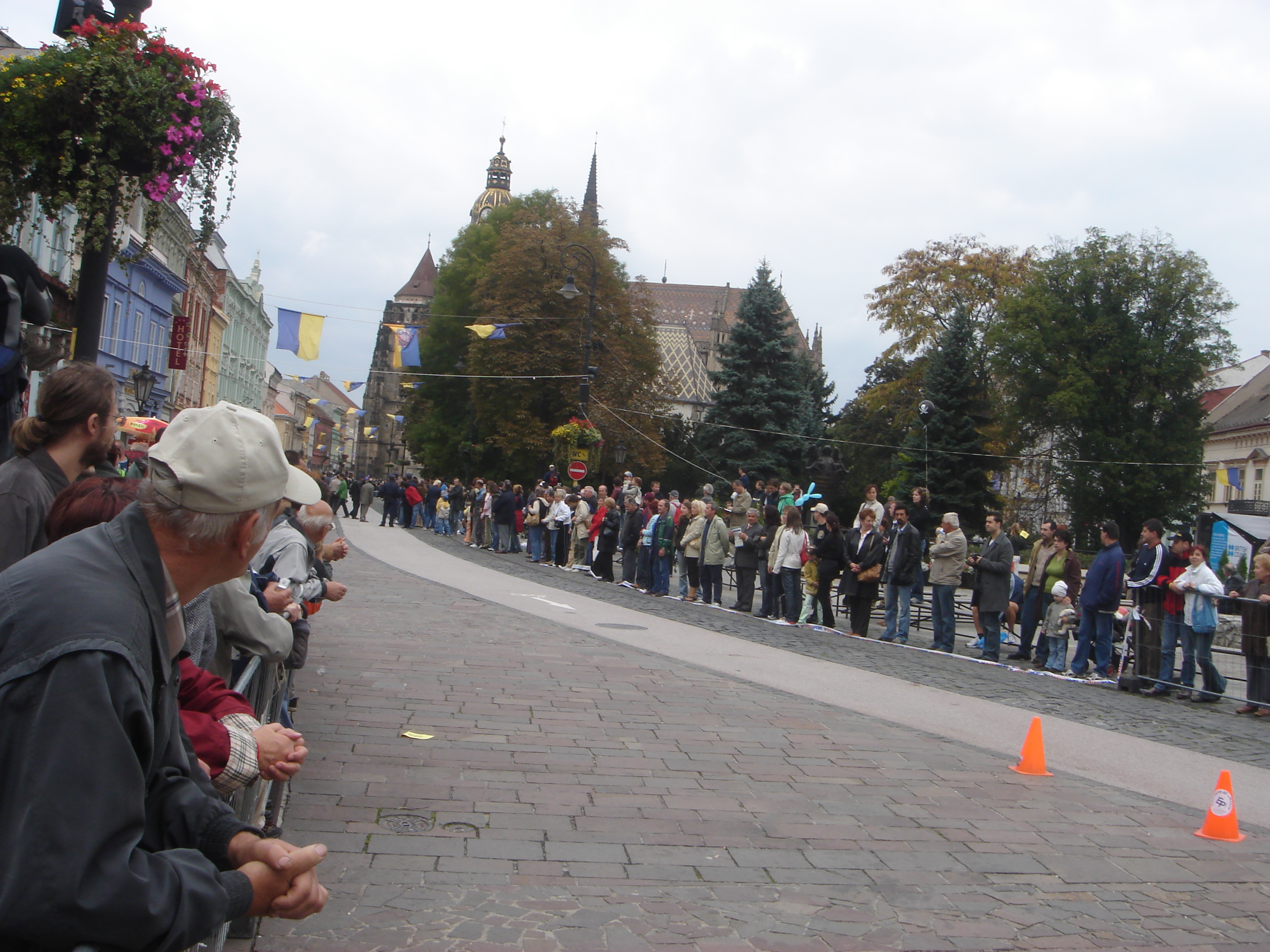
84. ročník MMM v Košicích

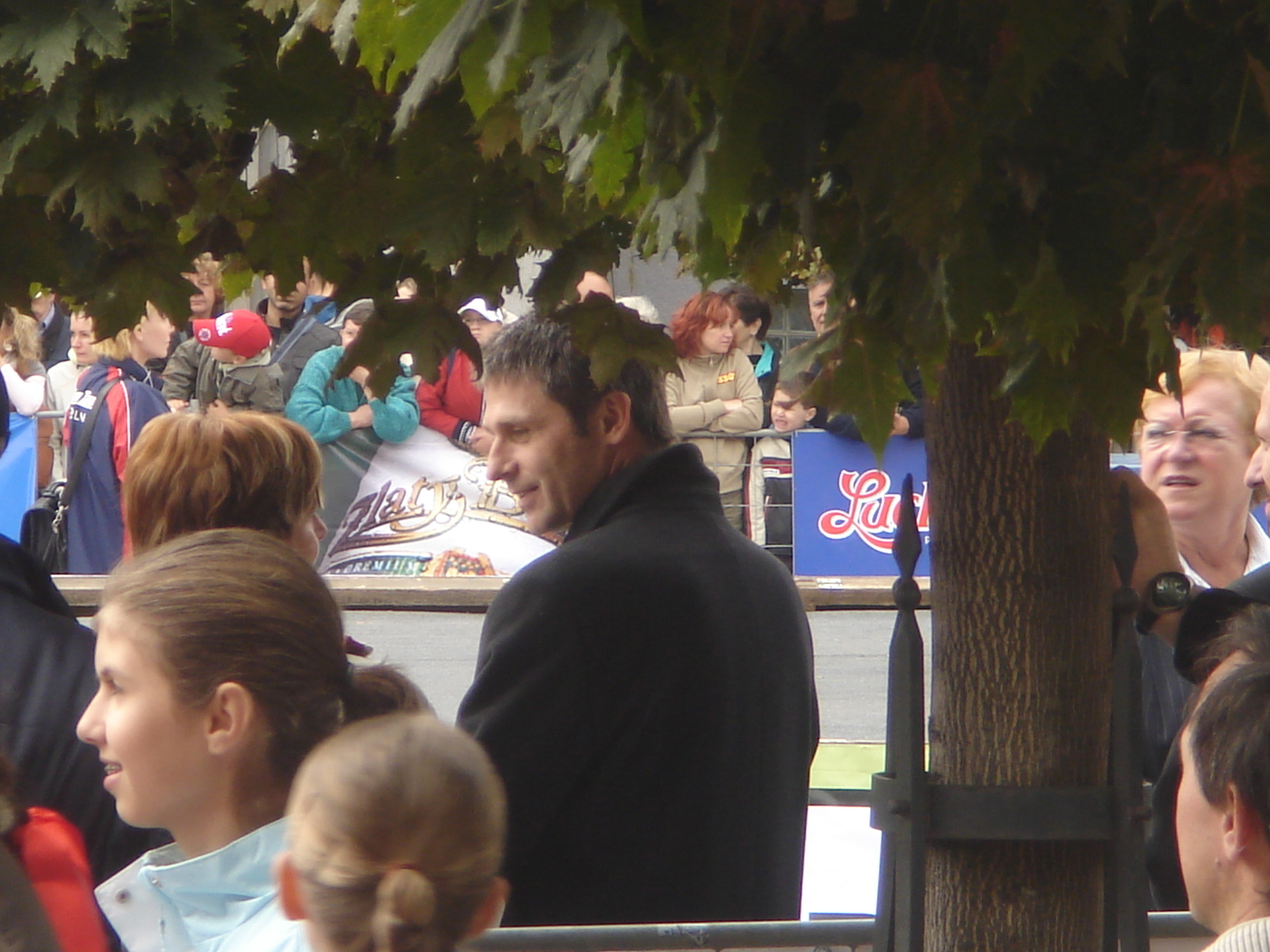
Jan Železný jako divák 84. ročníku MMM v Košicích

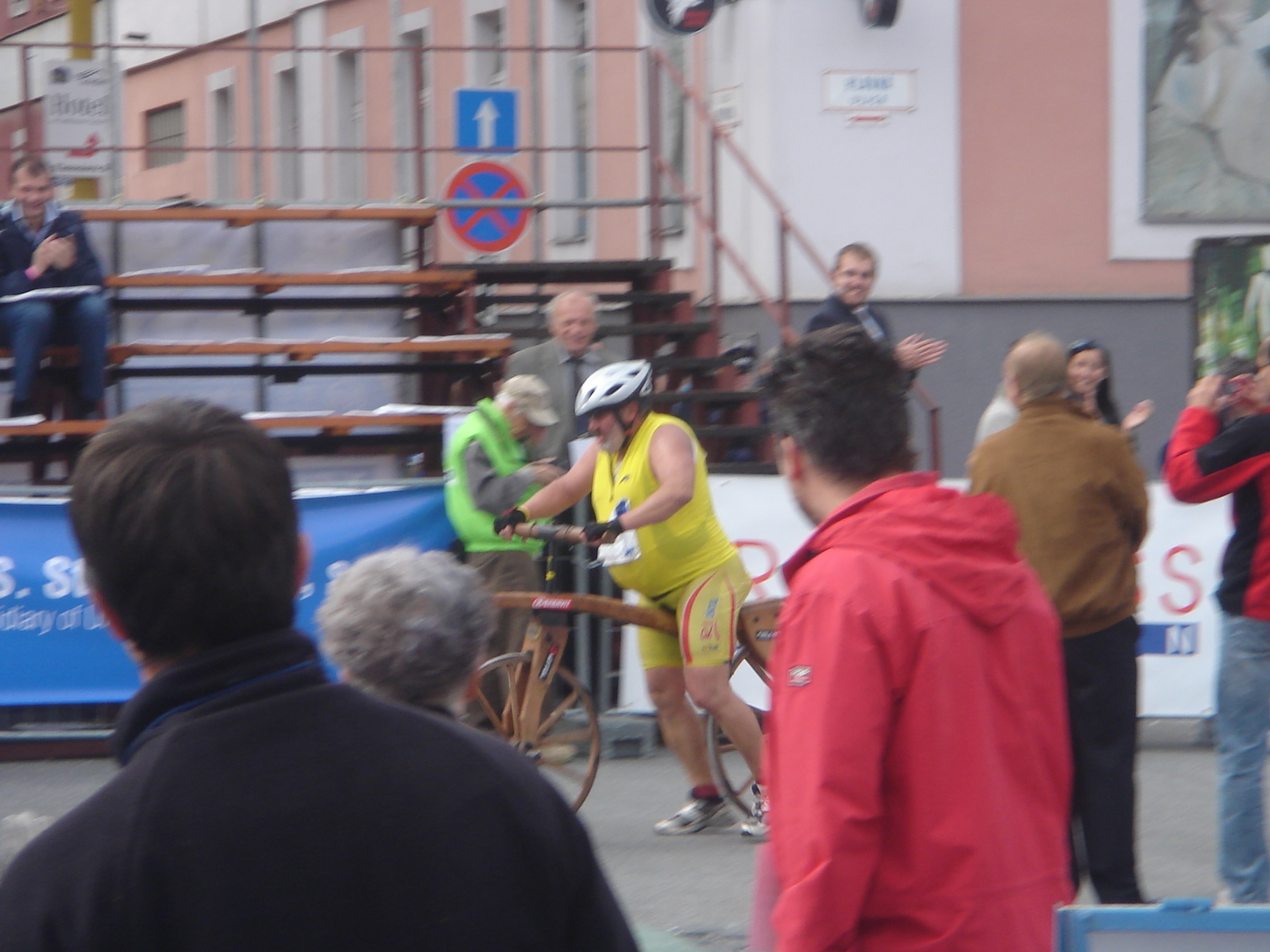
84. ročník MMM v Košicích

Mezinárodní maraton míru (MMM) v Košicích nebo Košický maratón je nejstarší maraton v Evropě a třetí nejstarší na světě (po Bostonském a Yonkerském maratonu).
Poprvé se běžel v roce 1924. MMM startuje každoročně první říjnovou neděli v 9:00 hod. od hotelu Doubletree by Hilton (bývalý hotel Slovan) na Hlavní ulici.

## Trať
Trať maratonu je rovinatá. Běží se dva okruhy v historickém a širším centru města – po asfaltových, resp. kamenných cestách s úplným vyloučením dopravy.

### V minulosti
- 1924: Turňa–Košice
- 1925: Košice–Šebastovce–Košice (se startem a cílem v rekreační oblasti Anička)
- 1926–1950: Košice–Seňa–Košice
- 1951: Košice–Lemešany–Košice
- 1952: Prešov–Košice
- 1953–1988: Košice–Seňa–Košice
- 1989: městský okruh se startem na Čermeľské cestě a s cílem na stadionu Lokomotivy
- 1990–1996: městský okruh se startem i cílem na náměstí Maratonu míru
- 1997– : městský okruh se startem a cílem před hotelem Hilton (dříve Slovan) na Hlavní ulici

## Traťové rekordy

### Mužský rekord
- 2012 –  Lawrence Kimwetich Kimaiyo (Keňa) 2:07:01

### Ženský rekord
- 2018 –  Miliam Ebongonová (Keňa) 2:27:16

## Listina vítězů

### Muži
- 1924 – Karol Halla (Československo)
- 1925 – Pál Király (Maďarsko)
- 1926 – Hans Hempel (Německo)
- 1927 – József Galambos (Maďarsko)
- 1928 – József Galambos (Maďarsko)
- 1929 – Hans Hempel (Německo)
- 1930 – István Zelenka (Maďarsko)
- 1931 – Juan Carlos Zabala (Argentina)
- 1932 – József Galambos (Maďarsko)
- 1933 – József Galambos (Maďarsko)
- 1934 – Josef Šulc (Československo)
- 1935 – Arthur Motmillers (Lotyšsko)
- 1936 – György Balaban (Rakousko)
- 1937 – Désiré Leriche (Francie)
- 1939 – József Kiss (Maďarsko)
- 1941 – József Gyimesi (Maďarsko)
- 1942 – József Kiss (Maďarsko)
- 1943 – Géza Kiss (Maďarsko)
- 1944 – Rezső Kövári (Maďarsko)
- 1945 – Antonín Špiroch (Československo)
- 1946 – Mikko Hietanen (Finsko)
- 1947 – Charles Heirendt (Lucembursko)
- 1948 – Gösta Leandersson (Švédsko)
- 1949 – Martti Urpalainen (Finsko)
- 1950 – Gösta Leandersson (Švédsko)
- 1951 – Jaroslav Śtrupp (Československo)
- 1952 – Erkki Puolakka (Finsko)
- 1953 – Walter Bednář (Československo)
- 1954 – Erkki Puolakka (Finsko)
- 1955 – Evert Nyberg (Švédsko)
- 1956 – Thomas Hilt Nilsson (Švédsko)
- 1957 – Ivan Filin (Sovětský svaz)
- 1958 – Pavel Kantorek (Československo)
- 1959 – Sergej Popov (Sovětský svaz)
- 1960 – Samuel Hardicker (Spojené království)
- 1961 – Abebe Bikila (Etiopie)
- 1962 – Pavel Kantorek (Československo)
- 1963 – Leonard Edelen (USA)
- 1964 – Pavel Kantorek (Československo)
- 1965 – Auréle Vandendrische (Belgie)
- 1966 – Gyula Tóth (Maďarsko)
- 1967 – Nedjalko Farčić (Jugoslávie)
- 1968 – Václav Chudomel (Československo)
- 1969 – Demissie Wolde (Etiopie)
- 1970 – Michail Gorelov (Sovětský svaz)
- 1971 – Gyula Tóth (Maďarsko)
- 1972 – John Farrington (Austrálie)
- 1973 – Vladimír Mojsejev (Sovětský svaz)
- 1974 – Keith Angus (Velká Británie)
- 1975 – Choe Chang Sop (KLDR)
- 1976 – Takeshi Se (Japonsko)
- 1977 – Go Chun Son (KLDR)
- 1978 – Go Chun Son (KLDR)
- 1979 – Jouni Kortelainen (Finsko)
- 1980 – Alexej Ľagušev (Sovětský svaz)
- 1981 – Hans–Joachim Truppel (NDR)
- 1982 – György Sinkó (Maďarsko)
- 1983 – František Višnický (Československo)
- 1984 – Ri Dong Myong (KLDR)
- 1985 – Valentín Starikov (Sovětský svaz)
- 1986 – František Višnický (Československo)
- 1987 – Jörg Peter (NDR)
- 1988 – Michael Heilmann (NDR)
- 1989 – Karel David (Československo)
- 1990 – Nikolaj Kolesnikov (Sovětský svaz)
- 1991 – Vlastimil Bukovjan (Československo)
- 1992 – Wieslaw Palczyński (Polsko)
- 1993 – Wieslaw Palczyński (Polsko)
- 1994 – Petr Pipa (Slovensko)
- 1995 – Marnix Goegebeur (Belgie)
- 1996 – Marnix Goegebeur (Belgie)
- 1997 – My Tahar Echchadli (Maroko)
- 1998 – Andrzej Krzyscin (Polsko)
- 1999 – Róbert Štefko (Slovensko)
- 2000 – Ernest Kipyego (Keňa)
- 2001 – David Kariuki (Keňa)
- 2002 – David Kariuki (Keňa)
- 2003 – Georgy Andreev (Rusko)
- 2004 – Adam Dobrzynski (Polsko)
- 2005 – David Maiya (Keňa)
- 2006 – Edwin Kipchom (Keňa)
- 2007 – William Biama (Keňa)
- 2008 – Děje Yirdawe (Etiopie)
- 2009 – Jacob Kipkorir Chesire (Keňa)
- 2010 – Gilbert Kiptoo Chepkwony (Keňa)
- 2011 – Elijah Kiprono Kemboi (Keňa)
- 2012 – Lawrence Kimwetich Kimaiyo (Keňa)
- 2013 – Patrick Kiptanui Korir (Keňa)
- 2014 - Gilbert Kiptoo Chepkwony (Keňa) [1]
- 2015 – Samuel Kiplimo Kosgei (Keňa)
- 2016 – David Kemboi Kiyeng (Keňa)
- 2017 – Reuben Kiprop Kerio (Keňa)
- 2018 – Raymond Kipchumba Choge (Keňa)
- 2019 – Hillary Kibiwott Kipsambu (Keňa)
- 2020 – Marek Hladík (Slovensko)
- 2021 – Reuben Kiprop Kerio (Keňa)
- 2022 – Reuben Kiprop Kerio (Keňa)
- 2023 – Cherop Philemon Rono (Keňa)

### Ženy
- 1980 – Šárka Balcarová (Československo)
- 1981 – Christa Vahlensieck (NSR)
- 1982 – Gillian Burley (Spojené království)
- 1983 – Raisa Sadreidinová (Sovětský svaz)
- 1984 – Christa Vahlensieck (NSR)
- 1985 – Lucia Beľajevová (Sovětský svaz)
- 1986 – Christa Vahlensieck (NSR)
- 1987 – Christa Vahlensieck (NSR)
- 1988 – Christa Vahlensieck (NSR)
- 1989 – Alena Peterková (Československo)
- 1990 – Carol McLatchie (USA)
- 1991 – Mária Starovská (Československo)
- 1992 – Dana Hajná (Československo)
- 1993 – Jelana Plastininová (Ukrajina)
- 1994 – Ľudmila Melicherová (Slovensko)
- 1995 – Gouzel Tazetdinová (Rusko)
- 1996 – Gouzel Tazetdinová (Rusko)
- 1997 – Wioletta Urygová (Polsko)
- 1998 – Wioletta Urygová (Polsko)
- 1999 – Katarína Jedináková (Slovensko)
- 2000 – Ivana Martincová (Česko)
- 2001 – Galina Žuljevova (Ukrajina)
- 2002 – Tadelech Birra (Etiopie)
- 2003 – Jelena Mazovka (Bělorusko)
- 2004 – Rika Tabashi (Japonsko)
- 2005 – Edyta Lewandowska (Polsko)
- 2006 – Natália Kuleš (Bělorusko)
- 2007 – Natália Kuleš (Bělorusko)
- 2008 – Selina Chelimo (Keňa)
- 2009 – Olena Burkovska (Ukrajina)
- 2010 – Alemu Almaz Balcha (Etiopie)
- 2011 – Maryna Damancevič (Bělorusko)
- 2012 – Hellen Wanjiku Mugo (Keňa)
- 2013 – Asher Beker Dido (Etiopie)
- 2014 - Lydia Jerotich Rutto (Keňa) [1]
- 2015 – Mulu Diro Melka (Keňa)
- 2016 – Chaltu Tafa Waka (Etiopie)
- 2017 – Sheila Jerotich (Keňa)
- 2018 – Miliam Ebongonová (Keňa)
- 2019 – Kumeshi Sichala Deressa (Etiopie)
- 2020 – Petra Pastorová (Česko)
- 2021 – Ayuntu Kumela Tadesse (Etiopie)
- 2022 – Margaret Agai (Keňa)
- 2023 – Jackline Cherono (Keňa)